# Джозеф Робі
Джозеф Робі (12 травня 1724 — 31 січня 1803) — американський конгрегаціоналіст і прихильник Американської революції.

## Раннє життя
Робі народився 12 травня 1724 року в Бостоні в родині Джозефа та Прісцилли Робі. Він закінчив Гарвардський коледж у 1742 році зі ступенем магістра мистецтв.

## Міністерська кар'єра
Ставши священником, Робі проповідував у різних церквах. У грудні 1748 року його запросили стати священником Третьої парафіяльної церкви Лінна (пізніше Перша парафіяльна церква Согуса). 1 березня 1749 року члени Третьої парафії сформували комітет, щоб повідомити Робі, що його обрано їхнім міністром. Вони запропонували йому будинок і амбар, шістдесят фунтів, «розсипний збір» і «пасовище, двох корів і одного коня, два акри землі, придатної для посадки та добре огородженої». Після деяких переговорів її було суттєво збільшено, і врешті-решт він отримав «тридцять фунтів законної валюти, будинок і амбар, а також пасовища та орні землі; двадцять шнурів деревини, шістдесят бушелів кукурудзи, сорок один бушель жита, шістсот фунтів свинини та вісімсот вісімдесят фунтів яловичини», що дорівнювало двом бушелям зерна та двадцяти восьми фунтам м'яса на тиждень. Він офіційно прийняв пропозицію парафії 25 липня 1750 року, а 2 серпня 1750 року був висвячений і призначений пастором.
Робі служив парохом Третьої парафіяльної церкви загалом 51 рік. За цей час він одружив майже три сотні пар і був активним членом громади.

## Американська революція
Робі розглядав посягання британців як справедливий привід для опору. З наближенням Війни за незалежність Робі наполегливо працював, щоб зміцнити почуття незалежності у своїй парафії. Історик Горацій Х. Атертон підкреслює важливу роль Робі у тому, що Согас надав велике представництво для участі у війні.
Вранці 19 квітня 1775 року Робі та шістдесят два інших чоловіки з Третього приходу зустрілися в таверні Джейкоба Ньюхолла та вирушили до Лексінгтона, щоб взяти участь в битвах за Лексінгтон і Конкорд. Через чотири дні після конфлікту на міських зборах Лінна було створено Комітет з безпеки. Робі був одним із трьох чоловіків, призначених служити в ньому. Наступної неділі Робі дотримався поради Конгресу провінції Массачусетс, відповідно до якої усі чоловіки, які проживають у радіусі двадцяти миль від узбережжя, ходили до церкви озброєними, і з'явився на кафедрі з мушкетом під однією рукою та своєю проповіддю під іншою.
Коли між Сполученими Штатами та Великою Британією було встановлено мир, Робі був одним із перших, хто виступав за теплі відносини між двома країнами.

## Особисте життя
13 лютого 1752 року Робі одружився з Рейчел Проктор з Бостона в церкві Нью-Норт у Бостоні. Преподобний Ендрю Еліот провів церемонію. У Робі було чотири дочки — Рейчел, Мері, Елізабет і Сара, а також троє синів — Джозеф, Генрі і Томас. Їхній старший син Джозеф був учасником Бостонського чаювання. Двоє інших їхніх синів служили в роті капітана Семюеля Кінга під час Війни за незалежність. Після війни Томас пішов по стопах батька і став священнослужителем. Він був першим міністром Отісфілда, штат Мен.
Робі також взяли бездомну дівчину, на ім'я Зеруя Інголс, яку вони виховували як дочку. Робі залишався одруженими до смерті Рейчел 18 березня 1792 року. 7 серпня 1792 року Робі та Інголс одружилися в Бостоні.
Робі був видатним ученим і дружив з деякими з найосвіченіших служителів Массачусетсу. Він регулярно спілкувався з Семюелем Філліпсом Пейсоном, Пітером Течером і Девідом Осгудом про теологію, літературу та натурфілософію. Робі особливо цікавився астрономією.

## Смерть
Влітку 1802 року Робі захворів. Він помер 31 січня 1803 року у віці 78 років. Був похований у могильнику в Согас-Сентер.
Школа Робі, побудована 1896 року, була названа на честь Джозефа Робі. 1984 року школа була закрита і перетворена на адміністративну будівлю шкільного департаменту Согаса.